# IV Всеправославное совещание
IV Всеправославное совещание — совещание представителей поместных православных церквей, проходившее с 8 по 15 июня 1968 года в Православном центре Константинопольского Патриархата в Шамбези, пригороде Женевы.
IV Всеправославное совещание выработало процедуру подготовки Всеправославного собора. Было принято решение проводить подготовку Собора не Предсобором, как предполагалось, а на Всеправославных предсоборных совещаниях и на предшествующих им Межправославных комиссиях по подготовке «Святого и Великого Собора Восточной Православной Церкви». Кроме того было решено начать либо развивать богословский диалог с Римско-Католической, Англиканской, Старокатолической, Нехалкидонскими, Лютеранской церквами. Была положительно отмечена деятельность православных церквей во ВСЦ.

## Работа совещания
Совещания имело в своей повестке 3 темы:
1. «Изучение и составление проекта, определяющего способ подготовки через межправославное сотрудничество дела Святого и Великого Собора, намеревающегося высказаться относительно тем каталога I Всеправославного Совещания».
2. «Обозрение отмеченного поныне прогресса, как и дальнейшего подобающего действия, относительно вопроса отношений Православной Церкви с Церквами а) Римско-Католической, б) Англиканской, в) Старокатолической, г) Нехалкидонскими, д) Лютеранской».
3. «Рассмотрение способа более систематического и более полного православного вклада в дело Всемирного Совета Церквей»[2].

Совещание проводило свою работу как на общих заседаниях, так и в подкомиссиях по темам.
Совещание постановило «главной целью и непосредственным стремлением созыв Святого и Великого Собора Святой Православной Церкви Востока». Вместо собрания Предсобора решено было собрать к подготовке этого Собора по стадиям одно за другим Предсоборные Всеправославные Совещания. Было решено учредить Межправославную подготовительную комиссию.
Для обслуживания работы Подготовительных комиссий и Предсоборных совещаний Константинопольской Патриархии было поручено учредить в Шамбези секретариат, главой которого определено являться одному из иерархов Константинопольского Патриархата, уполномоченному докладывать Константинопольской Патриархии о результатах заседаний. Делегация Русской Православной Церкви предлагала ввести принцип ротации, то есть поочерёдного назначения Секретарем представителей разных Поместных Церквей, но это предложение не прошло. Рабочими языками Межправославных комиссий и Предсоборных совещаний были избраны греческий, русский и французский.
Совещание определило «подготовить посредством вышеуказанных органов по частям темы, записанные в каталоге I Всеправославного Родосского Совещания, после того как будет сделано по каждой из них необходимое соответствующее богословское исследование и проведена предварительная работа», при этом из Родосского каталога были выбраны 6 тем, «которые составят предмет особого богословского исследования», к разработке которых приступили Поместные Православные Церкви. Константинопольская Патриархия должна была разрабатывать тему «Источники Божественного Откровения», Болгарская Церковь — «Более полное участие мирян в богослужебной и прочих областях жизни Церкви», Сербская Церковь — «Приведение церковной дисциплины о посте к требованиям современности», Русская и Элладская Церкви — «Препятствия к браку, изучение современной практики Поместных Церквей и их церковного судопроизводства и выработка, по возможности, единообразия вышеуказанной практики для всей Православной Церкви; календарная проблема в свете решений I Вселенского Собора о пасхалии и изыскание пути к восстановлению единообразного действия Церквей в этом вопросе», Румынская Церковь — «Икономия в Православной Церкви».
Было решено продолжать контакты между Поместными Православными Церквами и Римско-Католической Церковью, и проявления братской любви и взаимного уважения в целях окончательного преодоления существующих затруднений посредством плодотворного богословского, или теоретического диалога.
Специальным Межправославным богословским комиссиям по диалогу с англиканами и старокатоликами было определено «продолжить на основе составленной программы и закончить дело подготовки диалога с православной стороны», а после его завершения начать диалог с соответствующей Англиканской и Старокатолической богословскими комиссиями соответственно.
Для осуществления богословского диалога с нехалкидонскими Церквами Востока было решено образовать для этого Межправославную богословскую комиссию, которая на основе установленной соответствующей программы подготовила бы всё соответствующее для диалога с православной стороны и затем провела его с соответственной общей богословской комиссией всех нехалкидонских Церквей Востока.
Относительно участия Православия в работе Всемирного совета церквей совещание выразило «общее сознание Православной Церкви, что она является органическим членом Всемирного Совета Церквей, и твёрдое её решение, чтобы всеми имеющимися в её распоряжении средствами, богословскими и иными, внести свой вклад в прогресс всего дела Всемирного Совета Церквей».
Заседание Всеправославного Совещания закончилось торжественным богослужением 16 июня 1968 года, в Неделю Всех Святых, в храме Рождества Пресвятой Богородицы Представительства Московского Патриархата при Всемирном Совете Церквей в Женеве. Божественную литургию совершали митрополит Халкидонский Мелитон (Хадзис) (Константинопольский Патриархат), митрополит Сан-Паолоский Игнатий (Ферзли) (Антиохийский Патриархат), митрополит Ленинградский и Новгородский Никодим (Ротов), митрополит Сливенский Никодим (Пиперов) (Болгарский Патриархат), священники и диаконы различных Поместных Церквей. Остальные участники Всеправославного Совещания, представители Всемирного совета церквей и гости молились в алтаре, на клиросе и в храме.

## Участники
Константинопольская православная церковь
- митрополит Халкидонский Мелитон (Хадзис)
- митрополит Мирский Хризостом (Константинидис)
- архонт великий протонотариос Эммануил Фотиадис, профессор;

Александрийская православная церковь
- митрополиты Нубийский и Птолемаидский Синесий (Ласкаридис),
- митрополит Центральной Африки Киприан (Пападопулос)
- митрополит Аккрский Евстафий (Эфстафиу);

Антиохийская православная церковь
- митрополит Халепский Илия (Муауад)
- митрополит Бразильский Игнатий (Ферзли),
- митрополит Толедо-Огайоский Михаил (Шахин);

Иерусалимская православная церковь
- архиепископ Филадельфийский Епифаний (Папавасилиу)
- профессор Панайотис Трембелас;

Русская православная церковь
- митрополит Ленинградский и Новгородский Никодим (Ротов)
- архиепископ Брюссельский и Бельгийский Василий (Кривошеин)
- епископ Зарайский Ювеналий (Поярков);

Сербская православная церковь
- епископ Жичский Василий (Костич)
- профессор Стоян Гошевич;

Румынская православная церковь
- митрополит Молдовский Иустин (Моисеску)
- епископ Тырговиштский Анфим (Ника)
- профессор Ливиу Стан;

Болгарская православная церковь
- митрополиты Сливенский Никодим (Пиперов)
- митрополит Ловчанский Максим (Минков);

Кипрская православная церковь
- митрополит Пафский Геннадий (Махериотис)
- архимандрит Хрисанф (Сарияннис);

Элладская православная церковь
- митрополит Ксанфский Антоний (Клаудатос)
- профессор Иоанн Кармирис
- Евангелос Феодору;

Польская православная церковь
- епископ Белостокский и Гданьский Никанор (Неслуховский)
- протоиерей Георгий Клингер[пол.];

Православная церкви в Финляндии (Константинопольский Патриархат)
- архимандрит Иоанн (Ринне).